# Міхаел Лейнерт
Міхаель Лейнерт (народився в 1942 році в Мельдорфі / Шлезвіг-Гольштейн, Німеччина) — режисер, драматург, редактор і автор. Його батько Фрідріх Лейнерт був композитором, диригентом і професором музики в Ганновері. Мати Лейнерт була оперною та концертною співачкою.

## Навчання
Лейнерт вивчав музику (гобой) в Університеті музики в Детмольді, німецьку літературу та історію мистецтв у Мюнхенському університеті. Його вчителями драматичної та оперної режисури були Август Евердінг, Гайнц Арнольд і Гьотц Фрідріх. У 1970 році він став драматургом і режисером драми та опери в Кільському театрі. Після цього призначення він працював драматургом і режисером у Державному театрі Брауншвейга, Гамбурзькій державній опері та Баварській державній опері в Мюнхені. З 1983 по 1985 рік він був Oberspielleiter (постановником) у Landestheater Coburg. У 1985 році Лейнерт став особистим помічником генерального інтенданта Тобіаса Ріхтера в Бременському театрі.

## Інтернет-ресурси
- The Spohr Society of the United States
- Co-Editor of the first complete edition of ‘’Lieder’’ by Louis Spohr